# Alfredo Bonanno

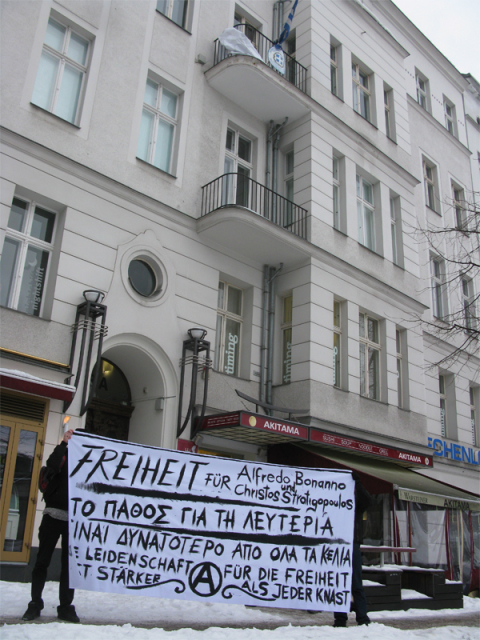
Acció de suport a Alfredo Bonanno davant de l'ambaixada grega a Berlín el 2010

Alfredo Bonanno   (Catània, 4 de març de 1937 - Trieste, 6 de desembre de 2023) fou un ideòleg i activista anarquista italià. Va ser impulsor de nombroses publicacions i difusor de l'anarcoinsurreccionalisme.

## Biografia
El 29 d'octubre de 1972, Bonanno va ser arrestat i condemnat a dos anys de presó per publicar l'únic número de la revista Sinistra libertaria. Va ser acusat d'instigació a la insurrecció armada contra el poder de l'Estat per assenyalar la connivència entre la policia i els feixistes. El gener de 1973 va sortir en llibertat provisional i el 2 de març de 1974 es va celebrar el procés d'apel·lació durant el qual va ser absolt, però va haver de tancar la llibreria Underground que havia obert el 1971.
L'any 1977 va publicar La gioia armata. El llibre va ser immediatament segrestat per ordre judicial i censurat durant molts anys i va comportar que Bonanno fos detingut i acusat d'«apologia del delicte». El 28 de gener de 1978 va ser condemnat a quatre anys i mig de presó, però la sentència va provocar un escàndol social tan gran que Bonanno va ser amnistiat.
Als anys 1980 Bonanno va ser editor en cap de l'editorial Edizioni Anarchismo, que publicava clàssics del moviment obrer revolucionari, documents històrics i contrainformació. L'any 1989 va ser detingut amb Pippo Stasi durant l'atracament frustrat a una joieria a Bèrgam. Va ser condemnat a dos anys de presó.

## Obra publicada
- La gioia armata, Edizioni Anarchismo, 1977.
- Hybris. Distruggere la religione, Biblioteca di Anarchismo - 9/10 2003.
- Trattato delle Inutilità. Parte prima: Jamais, Biblioteca di Anarchismo - 1/2/3 2000.
- Trattato delle Inutilità. Parte seconda: Rien, Biblioteca di Anarchismo - 11/12/13 2012.
- Nuove svolte del capitalismo, Opuscoli provvisori - 21 2009.
- I giovani in una società post-industriale, Opuscoli provvisori - 19 2009.
- Errico Malatesta e la violenza rivoluzionaria, Opuscoli provvisori - 17 2009.
- Internazionale Antiautoritaria Insurrezionalista, Opuscoli provvisori - 14 2009.
- Come un ladro nella notte, Opuscoli provvisori - 13 2009.
- Critica del sindacalismo, Opuscoli provvisori - 12 2009.
- Anarchismo insurrezionalista, Opuscoli provvisori - 10 2009.
- La bestia inafferrabile, Opuscoli provvisori - 9 2009.
- Chiusi a chiave. Una riflessione sul carcere, Opuscoli provvisori - 8 2007.
- La tensione anarchica, Opuscoli provvisori - 7 2007.
- Distruggiamo il lavoro, Opuscoli provvisori - 4 2007.
- La gioia armata, Opuscoli provvisori - 2 2007.
- Io so chi ha ucciso il commissario Luigi Calabresi, Opuscoli provvisori - 1 2007.
- A mano armata, Pensiero e azione - 14 2009.
- Saggi sull'ateismo, Pensiero e azione - 13 2009.
- Solchi, Pensiero e azione - 12 2009.
- L'ateismo di Paul-Henry Thiry d'Holbach, Pensiero e azione - 11 2009.
- Nicola Abbagnano. Critica dell’esistenzialismo positivo, Pensiero e azione - 21 2013.